# Roepera howittii
Roepera howittii är en pockenholtsväxtart som först beskrevs av F. Müll., och fick sitt nu gällande namn av Björn-Axel Beier och Mats Thulin. Roepera howittii ingår i släktet Roepera och familjen pockenholtsväxter. Inga underarter finns listade i Catalogue of Life.